# Браян Керніган
Браян Вілсон Керніган (англ. Brian Wilson Kernighan; січень 1942, Торонто, Онтаріо, Канада) — співавтор знаменитого довідника «Мова програмування C» (спільно з автором мови Денісом Рітчі). Співавтор мов AWK, AMPL.
У співавторстві з Робом Пайком написав також відомі книги «Практика програмування» та «UNIX. Програмне середовище». Останню часто називають свого роду «Біблією для UNIX-програмістів».

## Життєпис
Браян Керніган народився в січні 1942 року в Торонто.
Навчався у Торонтському університеті на інженерній фізиці (1960–1964). На третьому курсі отримав першу серйозну роботу, а саме розробити програмне забезпечення для великої нафтової компанії (розробляв на Коболі). Його дипломна робота стосувалась штучного інтелекту (насправді просто огляд тогочасної літератури в цій галузі).
Наступні два роки вчився у Принстонському університеті на електротехнічному факультеті (бо на той момент там ще не існувало напряму «Теоретична кібернетика»), мотивуючи це хорошою фінансовою пропозицією та тим, що там вже навчався його хороший друг Аль Ахо.
1966 року влаштувався у Массачусетський технологічний інститут, де працював над Project MAC у команді розробників, де крім працівників MIT були у представники інших провідних компаній, зокрема і Bell Labs. Працював над CTSS, а також допомагав у створенні нової версії Multics.
З 1967 р. стажувався у Белл Лабс (англ. Bell Labs), де захистив дисертацію (у 1969 році), яка базувалася на дослідженні про розбиття графів, під керівництвом Шен Лінь. Після захисту дисертації залишився далі працювати у Bell Labs.

### Операційна система UNIX
Хоч Браян Керніган не брав участі в розробці даної ОС, але він придумав для неї назву — UNICS (UNIplexed Information and Computing System) — на противагу MULTICS (MULTIplexed Information and Computing Service). Через деякий час почали вживати «UNIX»

### Hello world!
У 1978 р. пан Браян разом з Деннісом Рітчі закінчує книгу «Мова програмування C» (англ. The C Programming Language). Саме з цієї книги походить традиція починати будь-яку книгу з програмування прикладом «Hello world!».
З 2000 року працює професором у Принстонському університеті на факультеті теоретичної кібернетики, один з курсів, який він викладає, називається «Комп'ютери в нашому світі».

## Розробка
- Брав участь у розробці мови програмування AWK
- Брав участь у розробці мови програмування AMPL
- Розробив мову програмування Ratfor
- Розробив мову програмування pic для troff
- Розробив разом з Лорінда Чері мову eqn для troff
- Разом з Деннісом Рітчі реалізував макропроцесор m4

## Праці
- Керніган Б. У., PJ Plauger. The Elements of Programming Style.
- Керніган Б. У., Рітчі Д. М. The C Programming Language.
- Керніган Б. У. Why Pascal is Not My Favorite Programming Language. Архівовано з джерела 28 квітня 2009. Процитовано 24 квітня 2012.
- Керніган Б. У., Роб Пайк. The Unix Programming Environment.
- Керніган Б. У., Al Aho, Peter J. Weinberger. The AWK Programming Language.
- Керніган Б. У., Роб Пайк. The Practice of Programming.
- Керніган Б. У., Robert Fourer. AMPL: A Modeling Language for Mathematical Programming.
- Керніган Б. У. D is for Digital.